# Данко, Руслан Дмитриевич
Руслан Дмитриевич Данко (укр. Руслан Дмитрович Данко, позывной — Тренер; 5 июля 1990, Смодна — 23 февраля 2024, Малиновка) — украинский военнослужащий, старший лейтенант, участник российско-украинской войны. Герой Украины (2024, посмертно).

## Биография
Руслан Данко родился 5 июля 1990 года в селе Смодна Косовского района Ивано-Франковской области. В 2007 году окончил Косовскую школу №2. С детства занимался греко-римской борьбой, получив звание кандидата в мастера спорта. В 2012 году окончил Национальную академию внутренних дел Украины, где также прошёл обучение на военной кафедре.
После учёбы работал в Киеве, а затем вернулся в Косов, где с 2019 года трудился тренером по греко-римской борьбе в детско-юношеской спортивной школе «Горное орлёнок». В спортивной среде и в армии был известен под позывным «Тренер».
На второй день после начала полномасштабного вторжения России в Украину, Руслан добровольно вступил в ряды Вооружённых сил Украины. Служил в 74-м отдельном батальоне 102-й отдельной бригады территориальной обороны, где занимал должности командира взвода огневой поддержки, а затем — командира разведывательного взвода. За время службы совершил более 100 боевых выходов.
23 февраля 2024 года, выполняя боевое задание по эвакуации тел погибших и поддержке передовой группы Сил специальных операций в районе села Малиновка Пологовского района Запорожской области, Руслан был смертельно ранен в результате прямого попадания вражеского дрона-камикадзе. Похоронен в городе Косов. У него остались жена, пятилетний сын, родители и сестра.

## Награды
- Звание «Герой Украины» с удостоением ордена «Золотая Звезда» (23 августа 2024, посмертно) — за личное мужество и героизм, проявленные в защите государственного суверенитета и территориальной целостности Украины, верность военной присяге[4].